# Osady denne
Osady denne – materia zalegająca na dnie zbiorników wodnych, która dostała się tam w wyniku sedymentacji m.in. sestonu. Są to zarówno części mineralne (iły, muły, piaski, żwiry), jak i organiczne (drobnocząsteczkowa materia organiczna, grubocząsteczkowa materia organiczna). Ilość, tempo narastania oraz skład i struktura osadów dennych jest zależna m.in. od trofii zbiornika, typu miktycznego oraz charakteru zlewni. Osady denne magazynują materię mineralną i organiczną, która w ten sposób jest czasowo lub trwale wytrącona z obiegu materii w ekosystemie wodnym. Powrót materii do toni wodnej jest możliwy m.in. dzięki zjawisku resuspensji. W zbiornikach o wysokiej trofii w osadach dennych zdeponowane są duże ilości biogenów. 

## Literatura
- Ludwik Żmudziński i inni, Słownik hydrobiologiczny: terminy, pojęcia, interpretacje, Warszawa: Wydawnictwo Naukowe PWN, 2002, ISBN 83-01-13659-6, OCLC 749289431. Brak numerów stron w książce